# جودني يوهانسون
جودني يوهانسون (بالآيسلندية: Guðni Th. Jóhannesson، مواليد 26 يونيو 1968)‏، رئيس جمهورية أيسلندا السادس منذ 1 أغسطس 2016.

## النشأة والتعليم
ينحدر جوني من أم صحفية وأب يعمل كمدرب رياضي،  أخوه باتريكور يوهانسون هو لاعب كرة يد محترف في منتخب آيسلندا لكرة اليد. كان جودني يلعب كرة اليد في شبابه (عندما كان في أيسلندا وفي بريطانيا).
تخرج في الجامعة في آيسلندا سنة 1987، وحصل على شهادة البكالوريوس في التاريخ. بعدها درس في جامعة ورك في بريطانيا وحصل على شهادة في العلوم السياسية سنة 1991، ثم شهادة في الفن من جامعة آيسلندا سنة 1997.

## روابط خارجية
- جودني يوهانسون على موقع مونزينجر (الألمانية)